# 何德全 (中将)
何德全（1897年9月5日—1983年3月20日），原名何正杰，中国人民解放军中将，1955年获二级八一勋章、一级独立自由勋章、一级解放勋章。

## 生平
1930年参加红军，同年加入中国共产党。曾任红三军团连长、营长、团长，红一军团师参谋长，随营学校校长，八路军一一五师教导大队长，鲁西军区参谋长，十八兵站部部长，东北护路军司令员：1949年后，担任中南军区公安军副司令员。1955年-1964年，湖南省军区副司令员，后担任湖南省政协副主席。1955年被授子中将军衔。